# Zaineb El Houari
Zaineb El Houari (* 4. Juli 1998 in Casablanca) ist eine marokkanische Tennisspielerin.

## Karriere
Zaineb El Houari begann im Alter von fünf ahren mit dem Tennissport und bevorzugt Hartplätze. Sie spielt bislang vorrangig auf der ITF Juniors Tour und der ITF Women’s World Tennis Tour, wo sie aber noch keinen Titel gewinnen konnte.
2013 spielte sie ihr erstes Turnier der WTA Tour, als sie eine Wildcard für die Qualifikation zum Grand Prix SAR La Princesse Lalla Meryem erhielt. In der ersten Runde traf sie auf ihre Landsfrau Rita Atik, der sie klar in zwei Sätzen mit 0:6 und 3:6 unterlag.
2014 erhielt sie abermals eine Wildcard für die Qualifikation zum Grand Prix SAR La Princesse Lalla Meryem, wo sie in der ersten Runde auf Sandra Zaniewska traf, der sie mit 1:6 und 0:6 unterlag. Im Hauptfeld erhielt sie zusammen mit ihrer Partnerin Ghita Benhadi ebenfalls eine Wildcard. Das Doppel konnte aber auch diese nicht nutzen und unterlag bereits in der ersten Runde der Paarung Katarzyna Piter und Maryna Zanevska mit 3:6 und 0:6.
2015 startete sie wieder in der Qualifikation zum Grand Prix SAR La Princesse Lalla Meryem mit einer Wildcard des Veranstalters, konnte aber auch diese nicht nutzen und unterlag in der ersten Runde Alexa Glatch mit 1:6 und 0:6.
2016 erhielt sie bislang letztmals eine Wildcard für die Qualifikation zum Grand Prix SAR La Princesse Lalla Meryem, trat aber dann zu ihrer Erstrundenpartie nicht an.
Zaineb El Houari war 2016 Mitglied der marokkanischen Fed-Cup-Mannschaft. In vier Einsätzen konnte sie ein Einzel und zwei von drei Doppel gewinnen.